# Joseph Achron
Joseph Yulyevich Achron, a volte anche Akhron, russo: Иосиф Юльевич Ахрон, ebreo: יוסף אחרון, (Lazdijai, 1º maggio 1886 – Hollywood, 29 aprile 1943), è stato un compositore e violinista russo naturalizzato statunitense. La sua preoccupazione per gli elementi ebraici e il suo desiderio di sviluppare un idioma "giudeo" armonico e contrappuntistico, ha sottolineato e informato molto del suo lavoro. Il suo amico, il compositore Arnold Schönberg, descrisse Achron nel suo necrologio come "uno dei più sottovalutati compositori moderni".

## Biografia

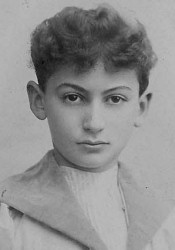
Achron da giovane

Achron nacque a Lozdzieje, impero russo e iniziò gli studi del violino col padre, all'età di cinque anni.  Tre anni dopo seguì la sua prima esibizione pubblica, all'età di sette anni, a Varsavia. Questa fu seguita da una prodigiosa carriera infantile che incluse esibizioni in tutta la Russia. Tra il 1899 e il 1904 studiò violino sotto Leopold Auer e composizione sotto Anatoly Ljadov, al Conservatorio di San Pietroburgo.
Entrò nella Society for Jewish Folk Music nel 1911 e da quel momento si occupò di teoria e pratica della tradizione musicale ebraica. La sua prima opera "ebraica", Hebrew Melody, ebbe un immediato riconoscimento tramite l'interpretazione del violinista Jascha Heifetz. Nel 1913 Achron divenne capo dei dipartimenti di violino e musica da camera presso il Conservatorio Kharkiv in Ucraina e prestò servizio nell'Esercito Imperiale Russo tra il 1916 e il 1918. Negli anni successivi alla prima guerra mondiale, fece un lungo tour come artista concertista in Europa, Medio Oriente e Russia, con oltre 1000 concerti tra il 1919 e il 1922. Durante questo periodo fu nominato capo del corso di perfezionamento di violino e del dipartimento di musica da camera presso l'Unione degli artisti di Leningrado. Nel 1922 Achron si trasferì a Berlino, dove con Mikhail Gnessin diresse la casa editrice musicale ebraica Yivneh. Nel 1924 Achron trascorse alcuni mesi in Palestina.
Nel 1925 emigrò negli Stati Uniti e si stabilì a New York, dove insegnò il violino al Conservatorio di Westchester. Eseguì il suo Concerto per violino n. 1 con la Boston Symphony Orchestra nel 1927. Le sue musiche di scena per The Leemem di H. Leivick, anch'esse scritte in questo periodo, furono scelte dalla International Society for Contemporary Music (ISCM) per l'esecuzione a Venezia nel 1932.
Nel 1934 si trasferì a Hollywood, dove compose musica per film e continuò la sua carriera come violinista da concerto. Eseguì il suo Concerto per violino n. 2 con la Los Angeles Philharmonic Orchestra nel 1936 e il suo terzo, commissionato da Jascha Heifetz, con la stessa orchestra nel 1939. Atonalità e politonalità sono tra le tecniche utilizzate nelle sue opere successive. Il suo ultimo lavoro fu il Concerto per pianoforte solo, op. 74.
Morì ad Hollywood nel 1943 e venne sepolto nel cimitero di Hollywood Forever. Un anno dopo la sua morte si formò il Comitato commemorativo Joseph Achron.
Era il fratello maggiore del pianista e compositore Isidor Achron, che divenne l'accompagnatore di Jascha Heifetz per più di dieci anni.

## Opere selezionate

### Orchestra
- Hebrew Melody, Op. 33, per violino e orchestra (1911)
- Hazzan, Op. 34, per violoncello e orchestra (1912)
- 2 Hebrew Pieces, Op. 35 (1913)
- Dance Improvisation, Op. 37 (circa 1913)
- Shir, Op. 42, danza per clarinetto e orchestra (1917)
- 2 Pastels, Op. 44, per violino e orchestra (1917)
- The Fiddle's Soul, Op. 50 (1920)
- Violin Concerto No. 1, Op. 60 (1925)
- Konzertanten-Kapelle, Op. 64, per violino e orchestra (1928)
- Two Tableaux from Belshazzar (1931)
- The Golem, suite per orchestra da camera (1932)
- Dance Overture (1932)
- Little Dance Fantasy (1933)
- Violin Concerto No. 2, Op. 68 (1933)
- Violin Concerto No. 3, Op. 72 (1937)

### Coro
- Epitaph (in memoria di Skryabin), Op. 38, per quattro voci e orchestra (1915)
- Salome's Dance, Op. 61, per voci miste, piano e percussioni (1925) / (1966)
- Evening Service of the Sabbath, Op. 67, per voce di baritono, quattro voci e organo (1932) –   commissioned by Congregation Emanue-El of New York City, published by Bloch Publishing Company.

### Da camera e strumentale
- 1ère Suite en Style Ancien, Op. 21, per violino e piano (circa 1914) / (1923)
- Chromatic String Quartet, Op. 26 (circa 1915)
- Sonata No. 1, Op. 29, per violino e piano (circa 1915)
- Stimmungen, Op.32, Due pezzi per violino e piano (circa 1915/16)
- Symphonic Variations e Sonata on a Palestinian Theme, Op. 39, per piano (circa 1916)
- Suite Bizarre, Op. 41, per violino e piano (circa 1917)
- Sonata No. 2, Op. 45, per violino e piano (circa 1917)
- Children's Suite, Op.57, per clarinetto, quartetto d'archi e piano (circa 1925)
- Elegy, Op. 62, per quartetto d'archi (1927)
- 4 Improvisations, Op. 63, per quartetto d'archi (1927)
- 2 Pieces, Op. 65, per viola e piano (1932)
- Statuettes, Op. 66, per solo piano (1930)
- The Golem, per cello, tromba, corno e piano (1931)
- Sinfonietta, Op. 71, per quartetto d'archi (1935)
- Concerto per solo piano, Op. 74 (1941)

### Miscellanea
- Spring Night, musica per balletto e un breve film (1935)